# لجنة واريوبا
لجنة واريوبا تم تشكيل اللجنة الرئاسية لمكافحة الفساد المعروفة اختصارًا باسم لجنة واريوبا، خلال فترة ولايته من قبل الرئيس التنزاني السابق بنيامين مكابا في 17 يناير 1996، كطريقة للوفاء بتعهده الانتخابي لمكافحة الفساد في البلاد. ترأس اللجنة رئيس الوزراء السابق جوزيف واريوبا.
تم تشكيل اللجنة لإجراء دراسات تشخيصية حول الفساد في البلاد كجزء من إستراتيجية الحكومة التنزانية لتعزيز النزاهة والمساءلة. وقد أكمل عملها في 7 ديسمبر 1996 بعد مراجعة القوانين والقواعد والإجراءات في الحكومة وتحديد الثغرات التي تحول دون تنامي الفساد. ونشرت النتائج في «تقرير لجنة التحقيق الرئاسية لمكافحة الفساد» المعروف باسم «تقرير واريوبا».
من بين أمور أخرى، وجدت اللجنة أنه في قطاع تقديم الخدمات الاجتماعية يتلقى بعض الموظفين العموميين رشاوى كوسيلة لتكملة دخولهم الضئيلة، مما ساعدهم بدوره على الوفاء بالتزاماتهم المالية (الفساد الصغير). أما النوع الآخر من الفساد الذي تم تسليط الضوء عليه فهو «الفساد الكبير» والذي يشمل مسئولين رفيعي المستوى وموظفين عموميين ينخرطون في ممارسات فاسدة بسبب جشعهم المفرط لتراكم الثروة.
لمعالجة مشكلة الفساد، قدمت الهيئة توصيات شاملة تمس جميع الوزارات والإدارات الحكومية.